# ITunes Radio

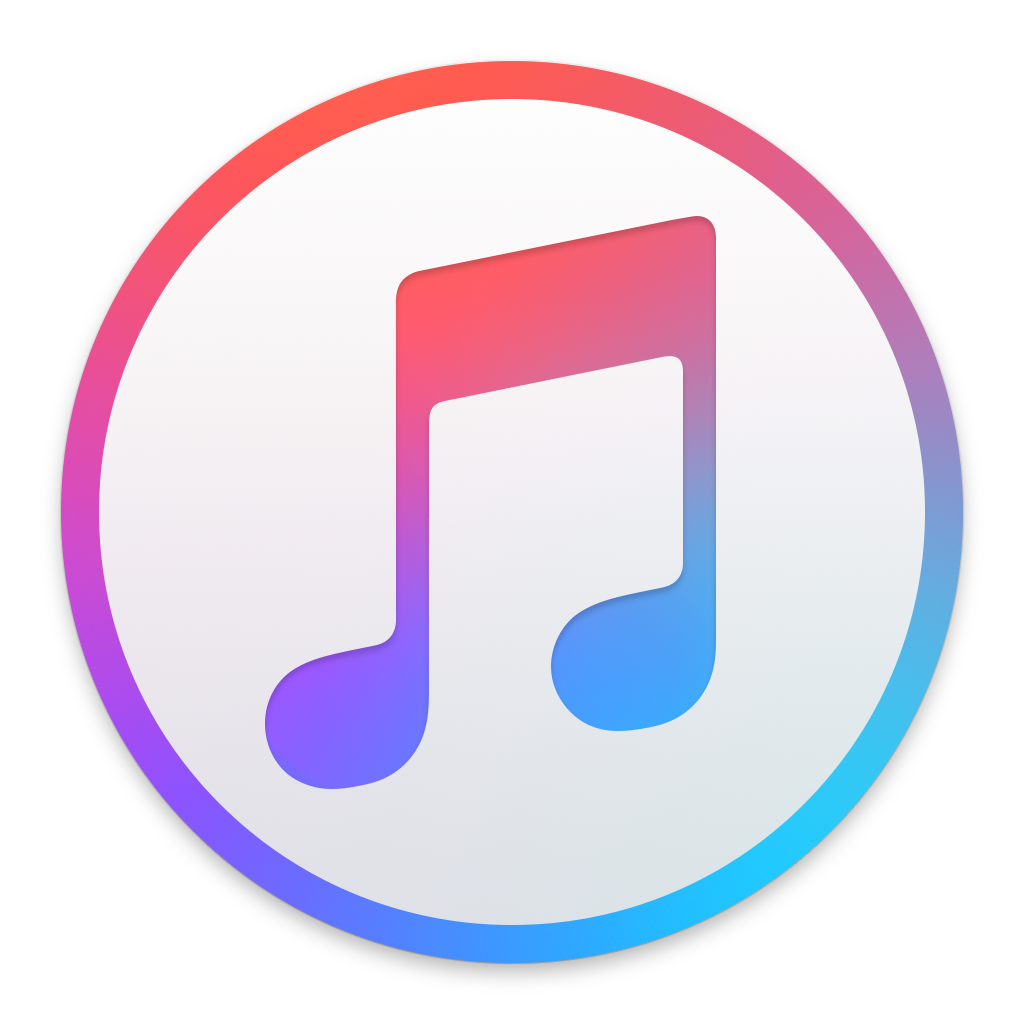
Logo de iTunes

iTunes Radio est une webradio créée par Apple Le service a été annoncé le 10 juin 2013 à l'Apple Worldwide Developers Conference (WWDC), et lancé le 18 septembre 2013, le même jour que l'iOS 7. Il est disponible sur plusieurs appareils, notamment dans l'application Musique des appareils iOS et l'Apple TV (2e génération et ultérieure) tout comme iTunes sur macOS (10.7 Lion ou ultérieure) et Windows. iTunes Radio est actuellement disponible uniquement aux États-Unis et en Australie.

## Service
iTunes Radio est un service gratuit financé par la publicité et disponible à tous les utilisateurs d'iTunes. Les utilisateurs sont en mesure de sauter des pistes, personnaliser leurs stations, et d'acheter les chansons écoutées sur l'iTunes Store. Les utilisateurs peuvent également rechercher des chansons écoutées précédemment à travers leur historique. Le nombre de sauts de piste est limité comme le service de radio Pandora. Les abonnés d'iTunes Match pourront utiliser une version sans publicité du service. Le service a des stations pré-chargées, y compris une playlist de chansons tendances sur Twitter. De plus, il peut générer une station radio basée sur les artistes et chansons favoris, de l'utilisateur.
Actuellement, iTunes Radio est disponible aux États-Unis, en Australie et au Royaume-Uni. Apple a annoncé son intention d'offrir le service dans d'autres pays à une date ultérieure (iTunes Radio est prévu cet automne en France). Le service ne sera disponible que pour iTunes, iOS, et les plates-formes Apple TV.